# 국가군수전쟁생산성
국가군수전쟁생산성(독일어: Reichsministerium für Rüstung und Kriegsproduktion)는 국방군에 필요한 무기와 탄약 등의 제공 상황을 개선하는 것을 목표로 1940년 3월 17일 나치 독일에서 설립된 정부 기관이다. 1943년 9월 2일 이전까지 이 기관의 공식 명칭은 국가군수탄약성(독일어: Reichsministerium für Bewaffnung und Munition)이었다.

## 장관 목록
| 번 | 초상 | 이름 (생몰년)               | 재임 기간       | 재임 기간         | 재임 기간 | 정당 | 정당   | 내각   | 출처  |
| 번 | 초상 | 이름 (생몰년)               | 취임            | 퇴임              | 기간      | 정당 | 정당   | 내각   | 출처  |
| -- | ---- | --------------------------- | --------------- | ----------------- | --------- | ---- | ------ | ------ | ----- |
| 1  |      | 프리츠 토트 (1891~1942)     | 1940년 3월 17일 | 1942년 2월 28일 † | 1년 328일 |      | 나치당 | 히틀러 | [ 2 ] |
| 2  |      | 알베르트 슈페어 (1905~1981) | 1942년 2월 28일 | 1945년 4월 30일   | 3년 81일  |      | 나치당 | 히틀러 | [ 3 ] |
| 3  |      | 카를 자우어 (1902~1966)     | 1945년 4월 30일 | 1945년 5월 2일    | 2일       |      | 나치당 | 괴벨스 | [ 4 ] |